# Мальчезіне
Мальчезіне (італ. Malcesine, вен. Malcexine) — муніципалітет в Італії, у регіоні Венето,  провінція Верона.
Мальчезіне розташоване на відстані близько 460 км на північ від Рима, 125 км на захід від Венеції, 39 км на північ від Верони.
Населення — 3728 осіб (2014).

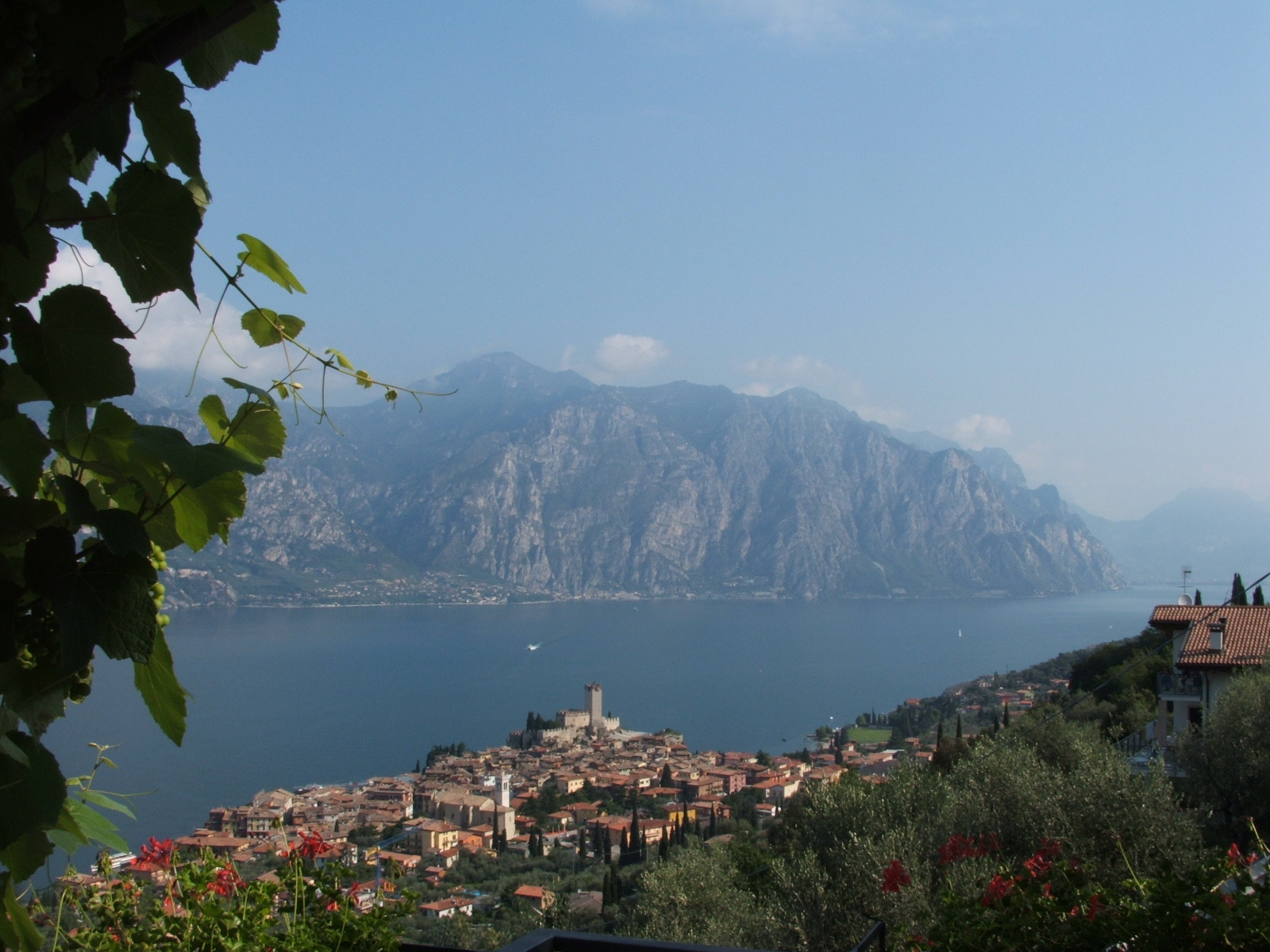

Щорічний фестиваль відбувається 26 липня. Покровитель — Benigno.

## Демографія
Населення за роками:

Станом на 1 січня 2023 року в муніципалітеті офіційно проживали 424 іноземці з 45 країн, серед них 167 громадян країн Євросоюзу та 12 громадян України.

## Сусідні муніципалітети
- Авіо
- Брентоніко
- Бренцоне
- Феррара-ді-Монте-Бальдо
- Лімоне-суль-Гарда
- Наго-Торболе
- Рива-дель-Гарда
- Тіньяле
- Тремозіне